# Ángel Martín González (ajedrecista)
Ángel Martín González (3 de enero de 1953) es un Maestro Internacional de ajedrez español.

## Resultados individuales
Fue campeón de España en cuatro ocasiones en los años 1976 superando al gran maestro Juan Manuel Bellón López, 1984 superando al gran maestro Miguel Illescas, 1986 superando al gran maestro Jordi Magem Badals y 2000 superando al maestro internacional Javier Moreno Carnero, y tres veces subcampeón, en los años 1972 por detrás de Fernando Visier, 1974 por detrás de Juan Manuel Bellón y 1979 por detrás de Manuel Rivas Pastor.
Ganó también otros campeonatos nacionales, fue seis veces Campeón de Cataluña de ajedrez, en los años 1974, 1979, 1980, 1984, 1997 y 2000, y resultó subcampeón en tres ocasiones, en los años 1986, 1992, y 1966. Campeón de España juvenil en el año 1972,
campeón de Cataluña juvenil en el año 1971 y subcampeón en 1972.

## Resultados por equipos
Participó representando a España en las Olimpíadas de ajedrez en cuatro ocasiones, en los años 1976 en Haifa, en 1982 en Lucerna, en 1984 en Salónica y en 1986 en Dubái, y una vez en la Copa Clare Benedict, en el año 1977 en Copenhague.